# Familia Green la Oraș
Familia Green la Oraș (în engleză Big City Greens) este un serial de animație american creat de frații Houghton pentru Disney Channel și produs de Disney Television Animation care a avut premiera pe 21 iunie 2018.
Serialul a avut premiera în România pe Disney Channel la 21 ianuarie 2019.

## Poveste
Cricket, Tilly, Bill și bunica fac călătorii epice prin oraș și sunt mereu puși pe șotii, inclusiv cu vecinii. Cricket câștigă un rol în noua reclamă TV a Big Coffee, Bill își tranzacționează pickup-ul pentru o mașină electrică de ultima generație, iar bunica îi convinge pe vecini că este vrăjitoare. Nicio zi nu seamană cu alta cu familia Green!

## Personaje
- Cricket este un băiat năzdrăvan care creează probleme. El este fascinat de fiecare nouă descoperire pe care o face în Marele Oraș.
- Tilly este sora mai mare a lui Cricket, cu o imaginație bogată. Ea este deseori alături de Saxon, o păpusă facută de Tilly dintr-un sac vechi.
- Bill  este tatăl lui Cricket și al lui Tilly. Un priceput fermier, Bill este precaut, pierzându-și o parte dintr-un deget în urma unui accident.
- Gramma Alice este mama lui Bill și Cricket și bunica paternă a lui Tilly, aceasta deține ferma familiei Green din Big City. Are un comportament agresiv și prezintă frecvent un comportament violent.

## Episoade
| Sezon | Sezon | Segmente | Episoade | Difuzare originală | Difuzare originală | România           | România          |
| Sezon | Sezon | Segmente | Episoade | Început            | Sfârșit            | Început           | Sfârșit          |
| ----- | ----- | -------- | -------- | ------------------ | ------------------ | ----------------- | ---------------- |
|       | 1     | 58       | 30       | 18 iunie 2018      | 9 martie 2019      | 7 ianuarie 2019   | 24 ianuarie 2020 |
|       | 2     | 58       | 30       | 16 noiembrie 2019  | 3 aprilie 2021     | 18 iulie 2020     | 2021             |
|       | 3     | 36       | 20       | 9 octombrie 2021   | 25 martie 2023     | 14 noiembrie 2022 | mai 2023         |
|       | 4     | VFA      | VFA      | 23 septembrie 2023 | VFA                | 18 martie 2024    | VFA              |

## Legături externe
- Site-ul oficial
- Familia Green la Oraș pe IMDb

Site-ul oficial